# Zólyom
Zólyom (szlovákul Zvolen, németül Altsohl, latinul Vetusolium) város Szlovákiában, a Besztercebányai kerület Zólyomi járásának székhelye. Dobrókirályi (Kráľová), Mátyásfalva (Môťová), Neresnica, Zolna és Zólyomlukó (Lukové) tartozik hozzá.

## Fekvése
Besztercebányától 18 km-re délre, a Garam folyó kanyarulatában fekszik.

## Nevének eredete
Neve a szlovák Zvolen szóból ered, amely egy „kiváló, nevezetes” jelentésű személynév származéka.

## Története

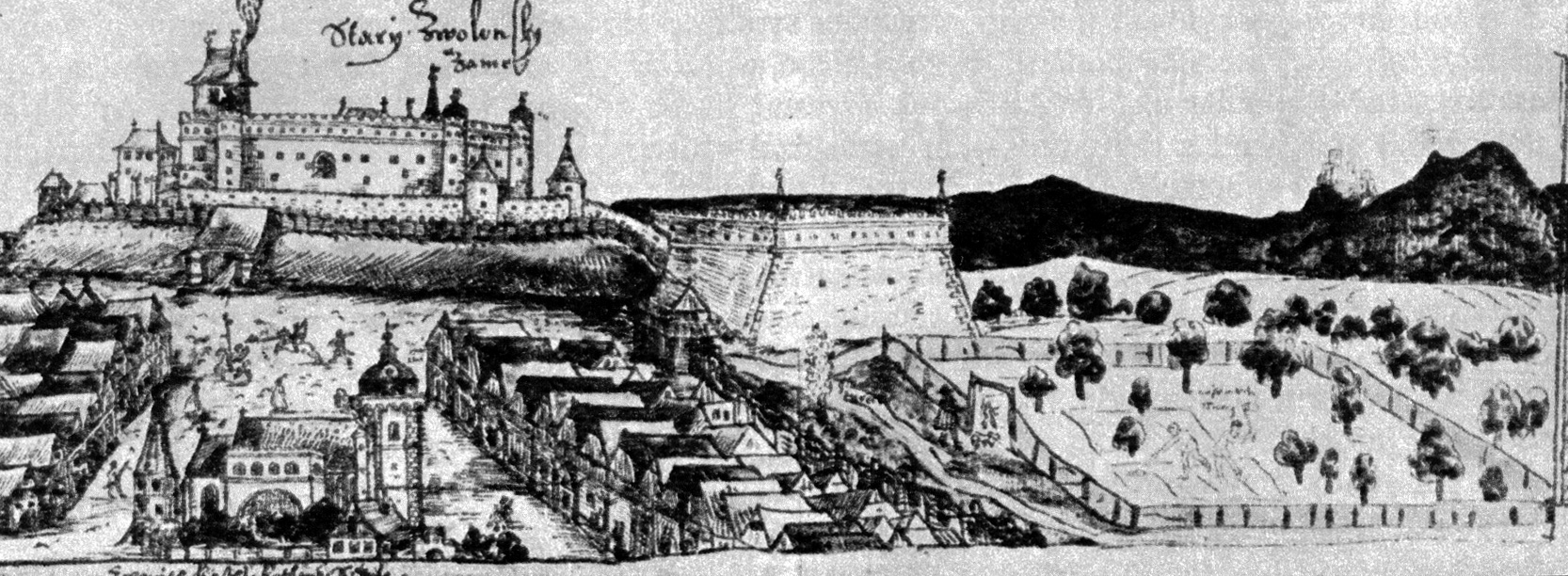
Zólyom 1596-ban

A település első vára, a Pusztavár (szlovákul Pustý hrad) a mai várostól délnyugatra emelkedő hegygerincen, a 11. században épült. A város az egykori várispánság központja, a vármegye névadója, Zólyom vármegye székhelye volt. A helyi legenda szerint nem Nyitrán, hanem a várban halt meg 1095. június 29-én Szent László király. A vár alatt létesült város első említése 1135-ből való. A vár mai formájában a tatárjárás után, az 1370-es években épült ki. Nagy Lajos király vadászkastélyt építtetett itt, és 1382-ben ide hívta össze a lengyel rendeket. 1440-ben Giskra serege elfoglalta, 1449-ben Hunyadi János égette fel a várost, de a várat csak Hunyadi Mátyás tudta visszavenni 1462-ben. Hunyadi János a várral átellenben, a Strázsa-hegy 444 m magas csúcsán épített várat 1451-ben, amelynek maradványai ma is látszanak. Mátyás szívesen tartózkodott itt, át is építtette. A vár sohasem került a törökök kezére. 1600 körül már romos volt.
1605-ben Bocskai István, majd 1620-ban Bethlen Gábor foglalta el. Bethlen 1618–1620 között és 1622-ben a Szent Koronát Pozsonyból előbb Nyitrára, majd Zólyomba vitte, ahol majdnem egy évig őrizték. Azután Kassára és Eperjesre, végül Ecsedre vitette a koronát, hogy azután onnan Kassára visszahozva átadja II. Ferdinándnak a nikolsburgi béke értelmében. Bethlen Gábort augusztus 25-én a szomszédos Besztercebányán tartott országgyűlésen választották magyar királlyá. A beiktatása 1620. január 8-án történt meg, Bethlen azonban soha nem tette fejére a Szent Koronát, bár az országgyűlés határozata után már semmilyen akadály nem választotta el.
A várat 1644-ben I. Rákóczi György serege foglalta el, a kuruc harcokban többször cserélt gazdát. 1703. november 15-én itt futamították meg Bercsényi Miklós kurucai Forgách Simon császári seregét. Hosszú ideig az Esterházy család tulajdona, tőlük 1802-ben szerezte vissza a királyi kincstár. A vár helyreállítása nagyrészt megtörtént.
Fényes Elek 1851-ben kiadott geográfiai szótárában így ír a városról (részletek): „Ó-Zólyom, sz. kir. város, Zólyom megyének közép pontján, legszebb tájékán, a mellette lefolyó Garan vizének bal partján, Besztercze sz. kir. várostól dél felé 1 1/4 állomásnyi távolságra. A lakosság anyanyelve tót, a várost „Zvolen”-nek hivják. [...] A várost teszi öszvesen 280 ház, nagy hosszuságu piaczán van 81, köztök 15 emeletes, a többi ötfelé vonuló nagyobb-kisebb utczáiban. A lakosok száma öszvesen tesz 1800, ezekből férfi 950, nőnemü 850, s ekképen itt több férfi van nemzetünk tenyésztésére. [...] A város lakói többnyire gazdasággal foglalatoskodnak, még azok is, kik mesterséget űznek. Nevezetesb nagyságu vagy régiségü épületek ben a városban nem találtatnak, csak két templom és a várossal összekötött zólyomi kamarai vár, nagy Lajostól 1350 évben épitve, mellyben Mátyás király lakott, s e helyet magának mulató helyéül választván, azért szép szobákkal és egy nagy palotával kiékesité. A terem tetején (boltozatján) most is régi királyok és vezérek lefestve látszanak. [...] Nevezetességhez tartozik még: hogy a város egy erős 4 öl magosságu és fél ölnyi szélességü kőfallal van körülépitve, a bejárás 4 erős kapun történik.”
1919. június 7-én a Magyarországi Tanácsköztársaság Vörös Hadserege visszafoglalta Csehszlovákiától. A trianoni diktátumig Zólyom vármegye és a Zólyomi járás székhelye volt.
1944-ben a szlovák nemzeti felkelés egyik központja volt. A szovjet Vörös Hadsereg 1945. március 14-én foglalta el.

## Népessége
| Év:            | 1994.  | 2004.   | 2014.   | 2024.   |
| -------------- | ------ | ------- | ------- | ------- |
| Emberek száma: | 44 163 | 43 272  | 43 047  | 39 175  |
| Eltérés:       |        | -2,01 % | -0,51 % | -8,99 % |

| Év:            | 2023.  | 2024.   |
| -------------- | ------ | ------- |
| Emberek száma: | 39 453 | 39 175  |
| Eltérés:       |        | -0,70 % |

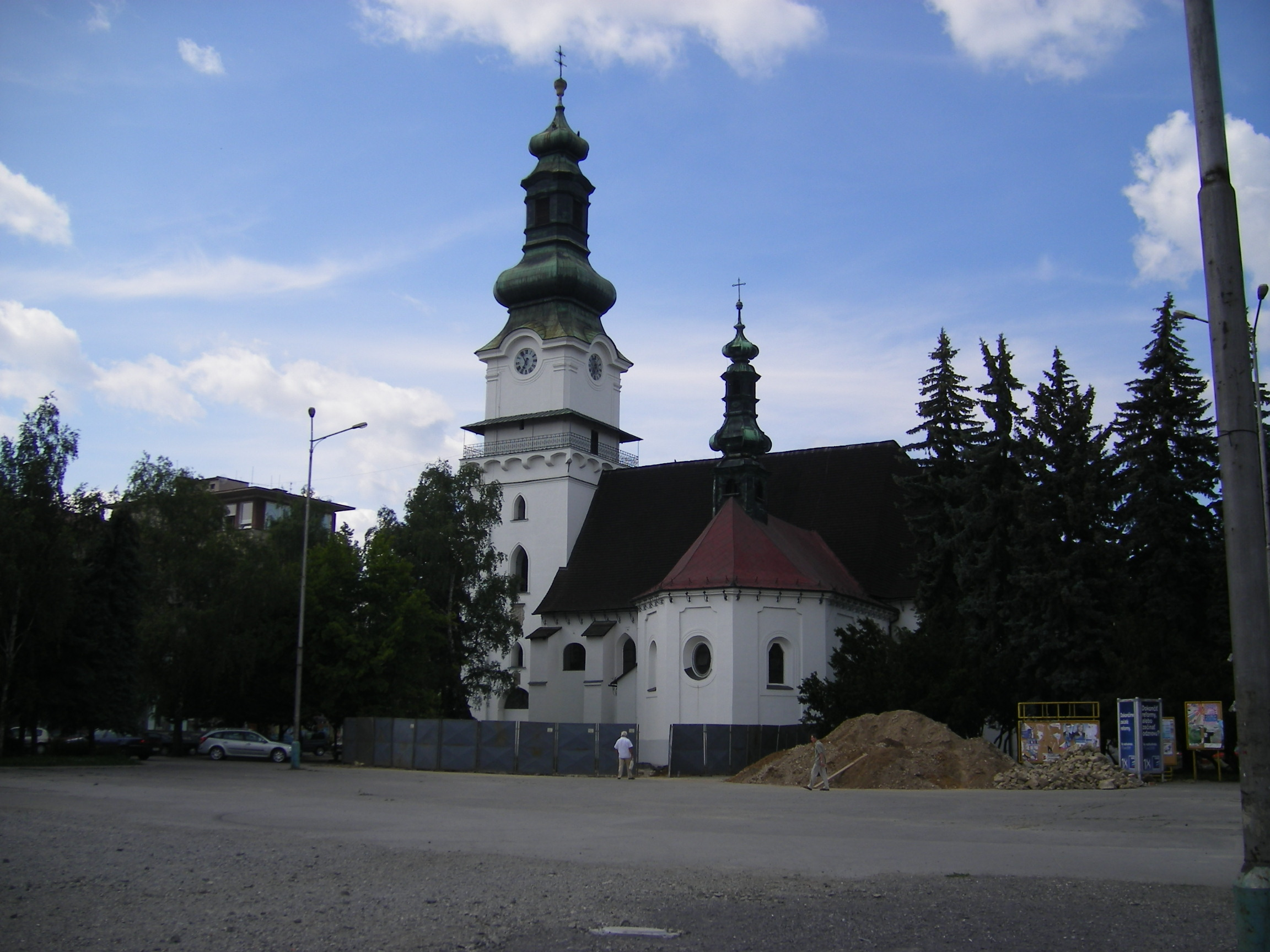
A Szent Erzsébet-templom

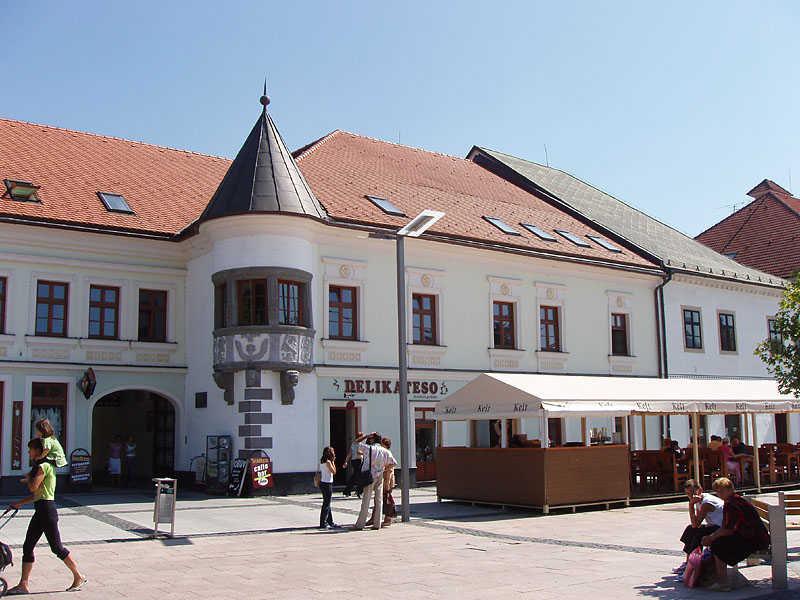
A városközpont

- 1880-ban 3751 lakosából 586 magyar, 2590 szlovák, 389 német és 2 horvát anyanyelvű volt.
- 1890-ben 5125-en lakták, ebből 1057 magyar, 3590 szlovák, 418 német, 3 horvát, 1 ruszin és 54 egyéb anyanyelvű.
- 1900-ban 7173 lakosából 2173 magyar, 4391 szlovák, 509 német, 5 horvát, és 54 egyéb anyanyelvű volt.
- 1910-ben 8799-en lakták, ebből 4973 magyar, 3579 szlovák, 209 német, 2 horvát, 36 egyéb anyanyelvű.
- 1921-ben 8917 lakosából 8294 csehszlovák, 283 magyar, 132 német, 101 zsidó, 30 egyéb nemzetiségű, továbbá 77 egyéb külföldi volt.
- 1930-ban 11 214-en lakták: 10 566 csehszlovák, 269 magyar, 164 német, 63 zsidó, 15 ruszin és 137 egyéb nemzetiségű.
- 1991-ben 41 984-en lakták: 40 248 szlovák, 606 cseh, 594 cigány, 252 magyar, 67 morva, 24 ukrán, 4 ruszin, 3 sziléz és 186 egyéb nemzetiségű.
- 2001-ben 43 789 lakosából 41 980 szlovák, 527 cseh, 410 cigány, 218 magyar, 36 lengyel, 22 ukrán, 21 morva, 17 orosz, 14 német, 12 ruszin, 9 bolgár, 3 szerb, 5 zsidó, 106 egyéb és 403 ismeretlen.
- 2011-ben 43 318-an lakták, ebből 36 201 szlovák, 343 cigány, 330 cseh és 158 magyar.

## Látnivalók
- A 13. századi vár a városközpontban található. Balassi Bálint emlékét őrzi a várkapunál 1994-ben elhelyezett emléktábla.
- A 15. századi vár romjai a Strázsa-hegyen.
- Pusztavár 11. századi romjai a várostól délnyugatra emelkedő hegyen.
- A Szent Erzsébet-templom 1381 és 1390 között épült gótikus stílusban, reneszánsz átépítéssel. Tornya barokk stílusú.
- Az óhegyi kegytemplomot 1448 és 1449 között építették Königsberger Mihály királyi bányaigazgató indítványára. 1589-ben bővítették. Ezután 1710-ig protestánsok mozgolódása miatt a zarándoklatok meggyérültek, még a templomot is elvették. A kegyszobrot az erdőbe menekítették egy fa belsejébe, és amikor visszavitték régi helyére, a fa tövében forrás fakadt, ahol számtalan csoda történt. Az 500 éves kegyszobrot azóta zarándokok tömegei látogatják. A kegyhelyen még hat kápolna (1600 és 1820 között épültek) és kálvária-kápolna is található, amely 1809-ben épült.
- A városháza a 17. században épült, reneszánsz alapokon.
- A zsidó temetőt 1998-ban újították fel.

## Kultúra
- J. G. Tajovský Színház

## Híres emberek
- A várban született 1554. október 20-án Balassi Bálint költő.
- Itt született 1793-ban Ferencsik Sámuel természetbúvár.
- Itt született 1825-ben Štefan Mikuláš Ferienčík szlovák publicista (meghalt 1881-ben).
- Itt született 1878. február 12-én Beniczky Ödön politikus, miniszter.
- Itt született 1896-ban Jozef Cíger-Hronský szlovák regényíró (meghalt 1961-ben).
- Itt született 1904-ben Bitskey Zoltán úszó, edző.
- Itt született 1934-ben František Velecký szlovák színész
- Itt született 1942-ben Vladimír Mečiar szlovák politikus.

## Testvérvárosa
- Tótkomlós, Magyarország (1994)

## Képgaléria a várról

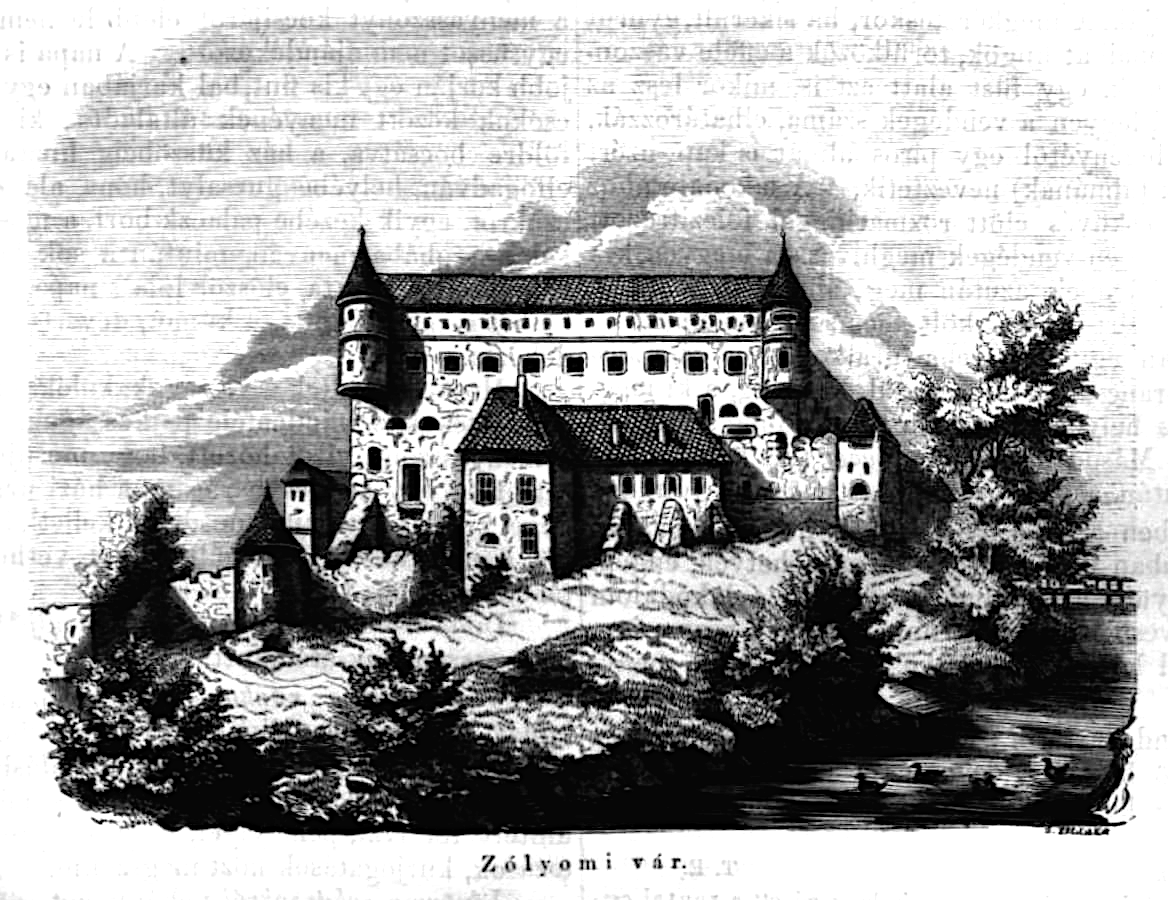
Zólyomi vár, a Vasárnapi Ujság illusztrációja (1857)
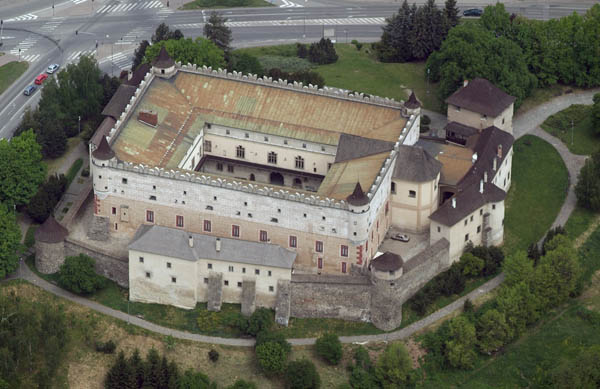
Az alsó vár légifotója
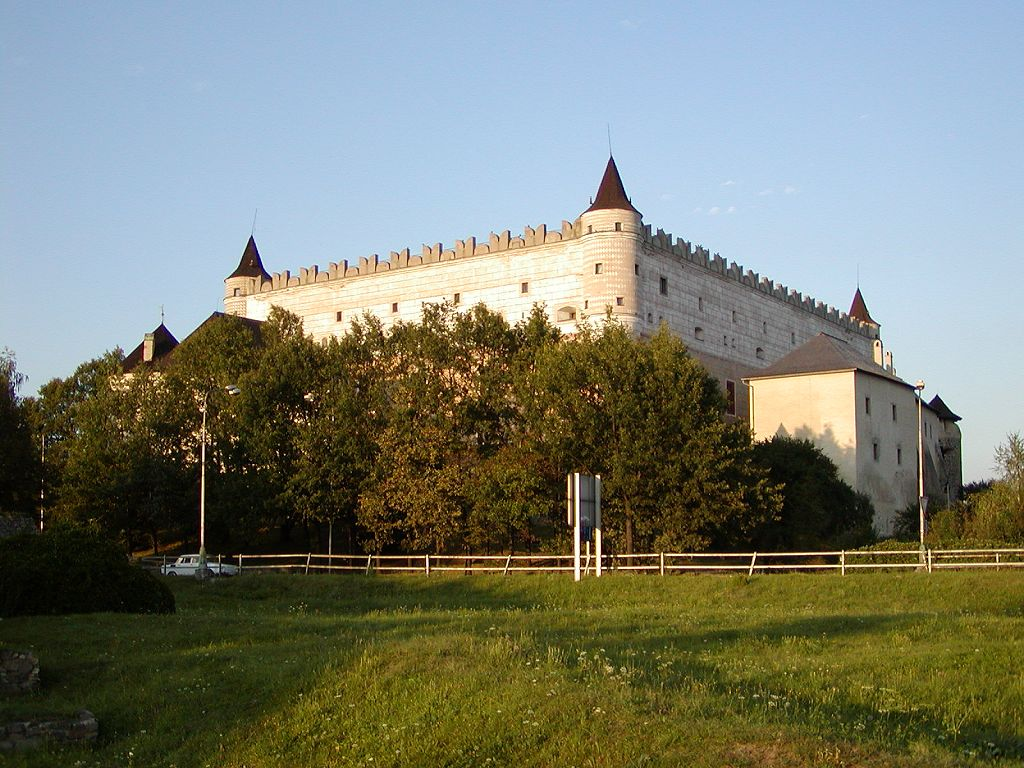
A vár
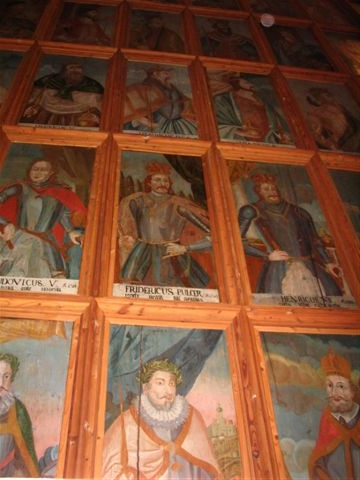
Kazettás mennyezet a várban
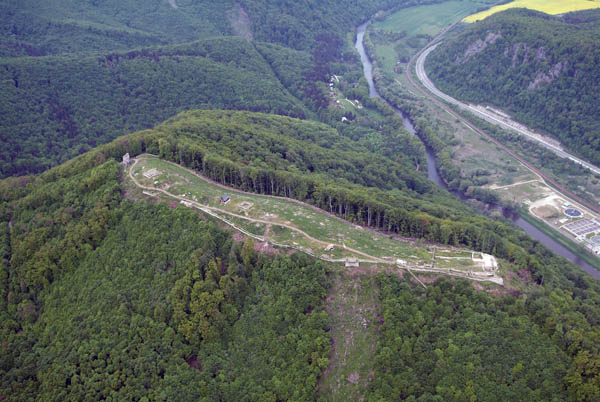
A felső vár légifotója

## Lásd még
- Dobrókirályi
- Mátyásfalva
- Neresnica
- Zolna
- Zólyomlukó